# Maria Emiliana Piedade dos Reis
Maria Emiliana Piedade dos Reis (África?, 1858 - Salvador (Bahia), 1950) ou (1859-1951) foi uma Doné (sacerdotisa) do candomblé jeje.
Foi a primeira líder da comunidade Zoogodô-Bogum-Malê-Rundó (Sociedade São Bartolomeu do Engenho Velho da Federação, também conhecida como terreiro do Bogum), uma das mais antigas da cultura jeje no Brasil.
Sua iniciação foi feita pela sacerdotisa Ludovina Pessoa, que era membro da Irmandade da Boa Morte. Sua filha Maria Luísa Piedade, conhecida como Maria Ogorensi, foi a primeira mãe de santo do terreiro Kwè Sejá Hundé em Cachoeira de São Félix. 
Há relatos de que teria também ajudado Manuel Ciríaco de Jesus na fundação do Terreiro Tumba Junçara, no estado de São Paulo.